# 전주대학교 사범대학 부설고등학교
전주대학교 사범대학 부설고등학교(全州大學校 師範大學 附設高等學校)는 대한민국 전북특별자치도 전주시 완산구 효자동3가에 있는 사립 고등학교이다.

## 학교 연혁
- 1953년 5월 5일 : 영생학관 설립인가
- 1955년 3월 10일 : 재단법인 영생학원 인가, 초대 이사장 강홍모 선생 취임
- 1963년 1월 22일 : 영생여자실업고등학교 설립인가
- 1976년 8월 17일 : 영생여자상업고등학교로 교명 변경
- 1985년 6월 19일 : 학교법인 명칭변경(영생학원에서 신동아학원으로)
- 2002년 1월 8일 : 온고을여자고등학교로 교명 변경
- 2009년 3월 1일 : 전주대학교사범대학부설고등학교로 교명 변경
- 2010년 3월 1일 : 인문계고등학교로 전환
- 2022년 2월 14일 : 제11대 이사장 차종순 목사 취임
- 2022년 9월 1일 : 제12대 교장 홍덕인 선생 취임
- 2024년 2월 7일 : 제60회 203명 졸업(총 20,285명 졸업)
- 2024년 3월 4일 : 2024학년도 신입생 입학(217명)

## 참고 자료
- 전주대학교 사범대학 부설고등학교 - 한국교육학술정보원 학교알리미